# Sophie Opel

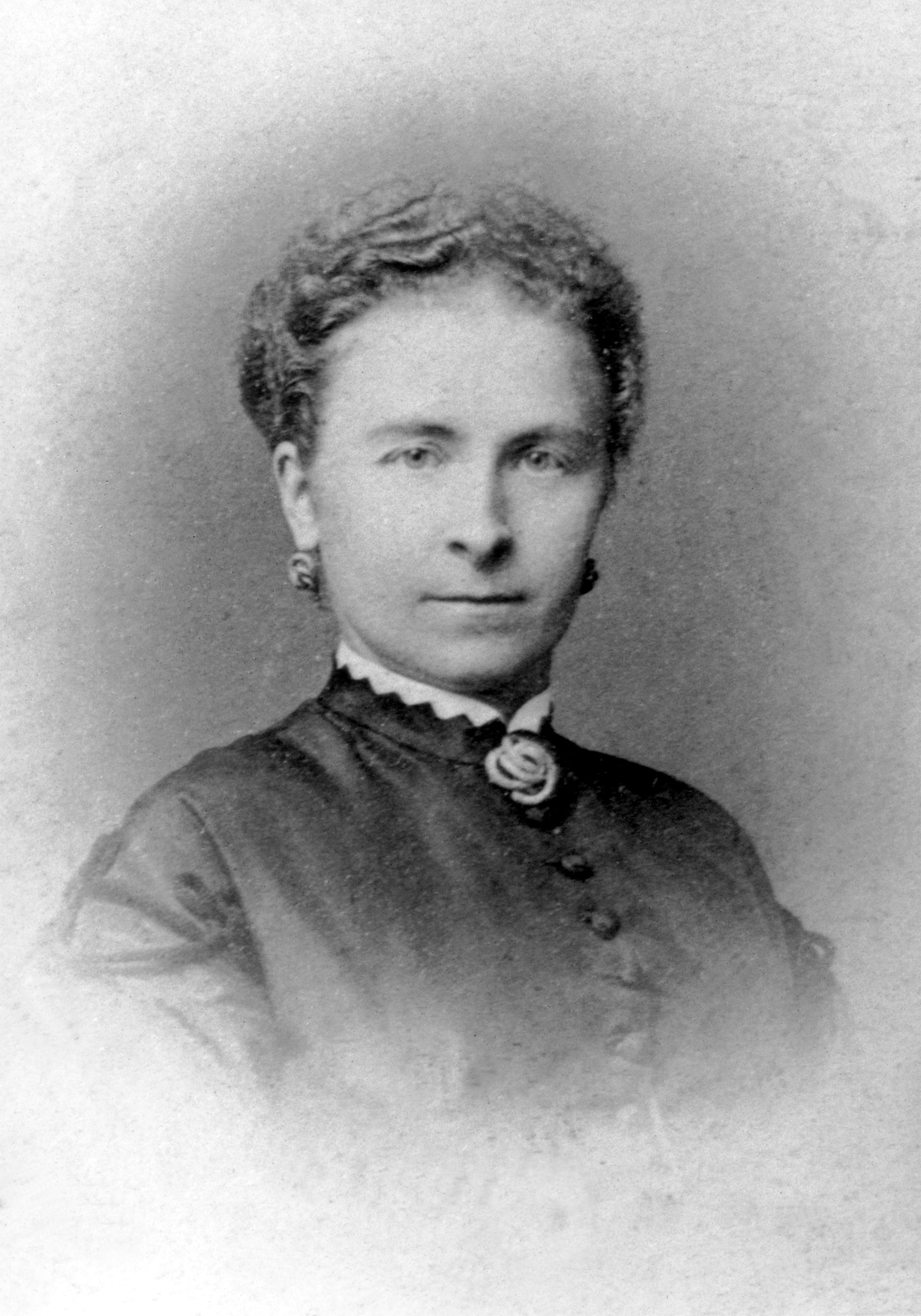
Sophie Opel im Jahr ihrer Hochzeit

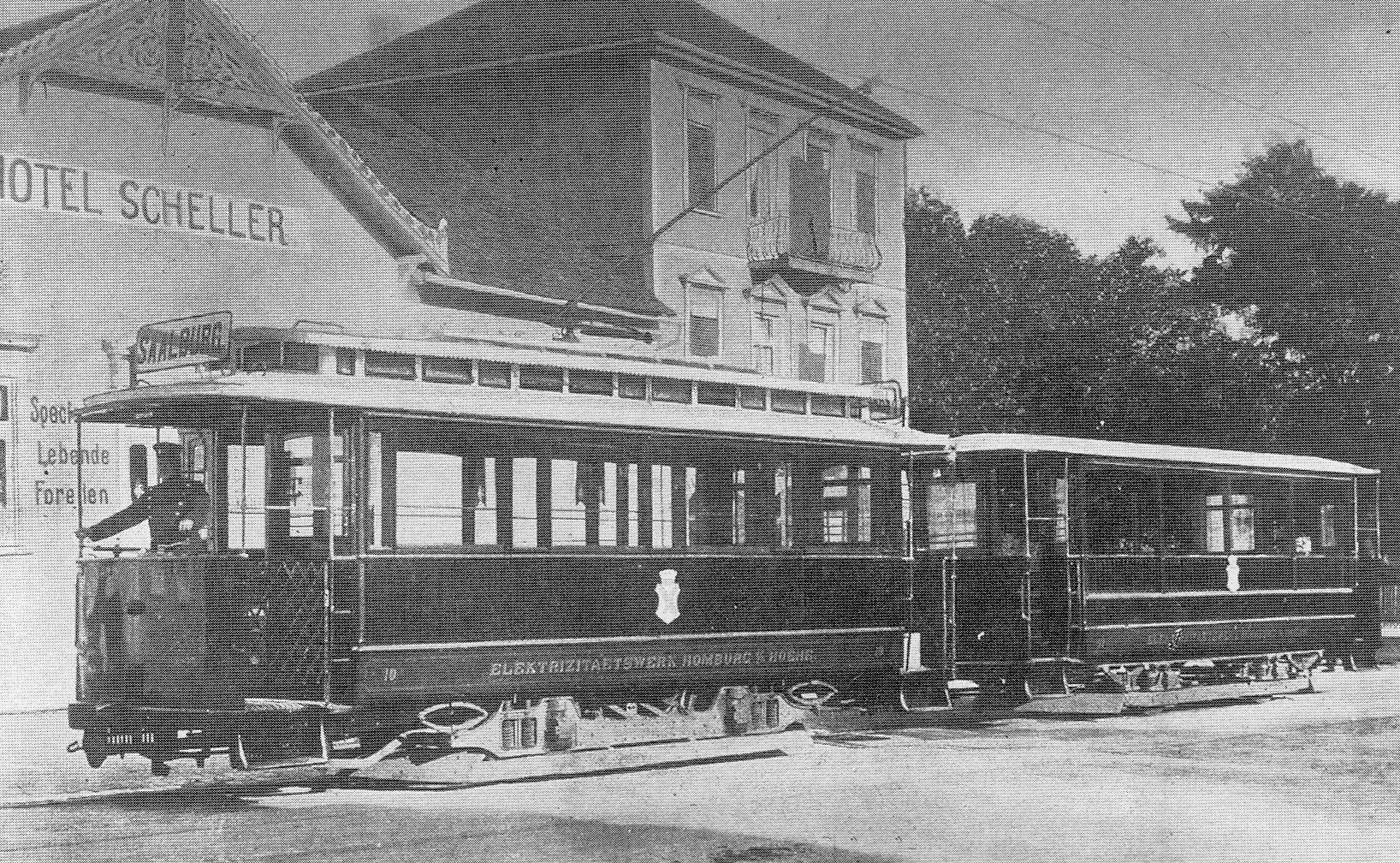
Straßenbahn zur Saalburg in Dornholzhausen vor dem Elternhaus von Sophie Opel, um 1900

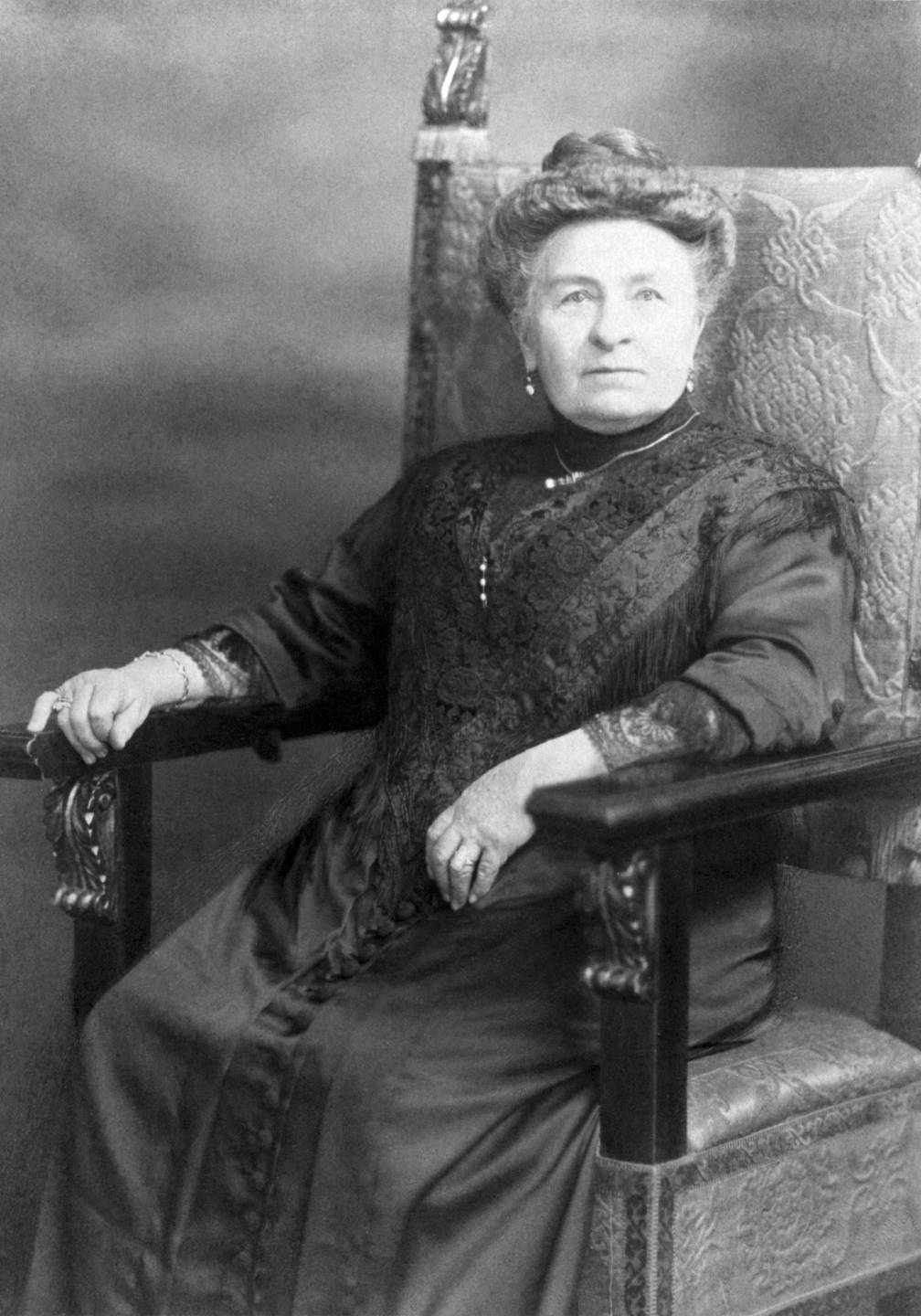
Sophie Opel, 1891

Sophie  Opel (* 13. Februar 1840 in Dornholzhausen als Sophie Marie Scheller; † 30. Oktober 1913 in Rüsselsheim) war eine deutsche Unternehmerin aus der Familie Opel. Unter ihrer Leitung begannen die Opel-Werke mit der Automobilproduktion.

## Biografie
Sophie war eines von 13 Kindern des Gastwirts Friedrich Franz Scheller (Reichs-Post Bitter) und der Susanna Maria Scheller, geborene Fischer.
Sie half zunächst in der am Ortseingang von Dornholzhausen (heute Stadtteil von Bad Homburg vor der Höhe) gelegenen Gastwirtschaft „Zum Hirschen“ mit, die ihr Vater 1828 erworben hatte und die später von einem ihrer Brüder betrieben wurde. In Dornholzhausen besuchte sie die Schule, wo sie die französische Sprache erlernte.
Am 17. November 1868 heiratete die Wirtstochter den Schlossermeister Adam Opel aus Rüsselsheim, den sie wohl bereits „in jungen Jahren“ kennengelernt hatte. Die Hochzeitsreise führte nach Paris.
Sophies Mitgift fiel zunächst bescheiden aus, denn die Familie Scheller war „von Haus aus nicht wohlhabend“.
Adam Opel hatte 1862 eine Nähmaschinenfabrik gegründet und im Frühjahr 1868 seine Werkstatt auf ein Gelände an der Mainbahn außerhalb Rüsselsheims verlegt.
Als im Jahr 1869 Friedrich Scheller 100.000 Taler in der Braunschweigischen Lotterie gewann, die er unter seinen zehn noch lebenden Kindern aufteilte, ermöglichte Sophies Anteil es dem jungen Ehepaar, das kleine Unternehmen zu erweitern und eine Dampfmaschine anzuschaffen.
Außerdem investierten auch Sophies Schwestern Dorothée und Elise Scheller ihren Anteil an dem Gewinn in die Firma ihres Schwagers.
Im folgenden Jahr beschäftigte das Unternehmen bereits 40 Arbeiter.
Im Betrieb, wo ab 1886/87 neben Nähmaschinen auch Fahrräder hergestellt wurden, war Sophie Opel Buchhalterin und für die Auszahlung der wöchentlichen Löhne zuständig. Außerdem kümmerte sie sich um Handelsvertreter und Lehrlinge.
1879 wurde sie im Handelsregister als Prokuristin eingetragen.
Im Unterschied zu ihrem eher zurückhaltenden Ehemann war Sophie Opel nicht nur geschäftstüchtig, sondern auch energisch.
Aus Anlass der Bewerbung Opels als „Großherzoglicher Hoflieferant“ berichtete ein Fabrikinspektor des Hofmarschallamtes in Darmstadt im Jahr 1886:

„Frau Opel beteiligt sich persönlich bei der Leitung des Geschäftes, und es wird wohl keine das Geschäft betreffende Handlung von irgendwelcher Wichtigkeit ohne ihr Vor- und Mitwissen unternommen. Sie repräsentiert den Geschäftsinhaber. Auch die Anregung zu diesem Antrag geht von ihr aus.“

Die Familie Opel wohnte in einem Haus auf dem Rüsselsheimer Fabrikgelände.
Fünf Kinder wurden zwischen 1869 und 1880 geboren: Carl, Wilhelm, Heinrich, Fritz und Ludwig.
Alle fünf warben als erfolgreiche Radsportler für die Produkte des Unternehmens.

### Nach dem Tod des Firmengründers

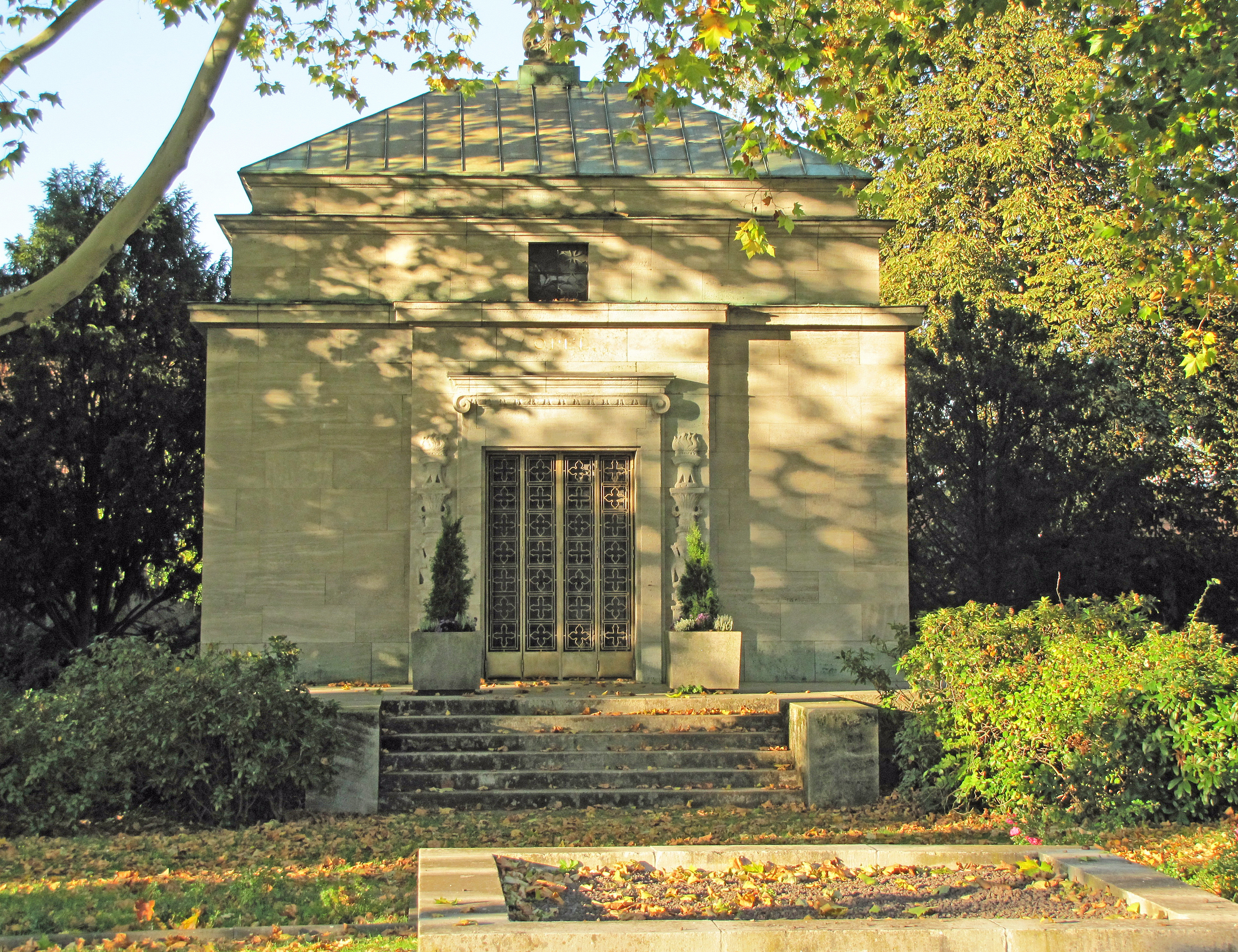
Opel-Mausoleum in Rüsselsheim am Main

Adam Opel, der an verschlepptem Typhus litt und gegen Ende seines Lebens auf einen Rollstuhl angewiesen war, starb am 8. September 1895 an den Folgen seiner Erkrankung.
Seine Witwe und die beiden ältesten Söhne Carl und Wilhelm wurden Teilhaber der Opelwerke, wobei Sophie Opel, die das Unternehmen schon zuvor gemeinsam mit ihrem Ehemann geführt hatte, die größte Stimmenzahl erhielt.
Außerdem wurde ihr die Hälfte der jährlichen Gewinne zugesprochen.
Damit hatte sie also – neben ihren Söhnen – eine „gewichtige Position in der Geschäftsführung“ inne.
Die Vormundschaft der drei noch minderjährigen Söhne Heinrich, Friedrich und Ludwig übernahm Georg Opel, der Bruder des Verstorbenen.
Unter ihrer Leitung wuchs Opel beständig. 1895 beschäftigte das Unternehmen bereits über 1000 Mitarbeiter.
Im Jahr 1899 übernahm Sophie Opel auf den Rat ihrer Söhne hin die Anhaltische Motorwagenfabrik des Automobilpioniers Friedrich Lutzmann aus Dessau und begann mit dem Opel Patentmotorwagen „System Lutzmann“ die Automobilproduktion.
Carl und Wilhelm Opel waren zuvor schon Mitbegründer des „Mitteleuropäischen Motorwagen-Vereins“ gewesen.
Wegen zunehmender Schwerhörigkeit benutzte Sophie ein Hörrohr, das sie an einer vergoldeten Kette um den Hals trug.
1912 feierte sie noch das fünfzigste Geschäftsjubiläum der Firma Opel.
Sophie Opel starb am 30. Oktober 1913 an Herzversagen. Nach ihrem Tod wurde der Sarg durch das gesamte Werk getragen. Sophie Opel ist bestattet im Opel-Mausoleum in Rüsselsheim am Main.

## Nachwirkungen
Die Stadt Bad Homburg vor der Höhe errichtete 2013 anlässlich des hundertsten Todestages von Sophie Opel eine Gedenktafel am ehemaligen Standort des Schellerschen Gasthauses in Dornholzhausen.